# A-tubulin N-acetiltransferaza
A-tubulin -acetiltransferaza (EC 2.3.1.108, alfa-tubulin acetilaza, TAT, alfa-tubulin acetiltransferaza, tubulin -acetiltransferaza, acetil-KoA:alfa-tubulin-L-lizin N-acetiltransferaza, acetil-KoA:(alfa-tubulin)--lizin 6-N-acetiltransferaza) je enzim sa sistematskim imenom acetil-KoA:(alfa-tubulin)--lizin 6-acetiltransferaza. Ovaj enzim katalizuje sledeću hemijsku reakciju
acetil-KoA + [alfa-tubulin]--lizin {\displaystyle \rightleftharpoons } KoA + [alfa-tubulin]-6-acetil-L-lizin
Enzim iz Chlamydomonas flagella takođe acetiluje moždani alfa-tubulin sisara.

## Literatura
- Nicholas C. Price; Lewis Stevens (1999). Fundamentals of Enzymology: The Cell and Molecular Biology of Catalytic Proteins (Third изд.). USA: Oxford University Press. ISBN 019850229X.
- Eric J. Toone (2006). Advances in Enzymology and Related Areas of Molecular Biology, Protein Evolution (Volume 75 изд.). Wiley-Interscience. ISBN 0471205036.
- Branden C; Tooze J. Introduction to Protein Structure. New York, NY: Garland Publishing. ISBN 0-8153-2305-0.
- Irwin H. Segel. Enzyme Kinetics: Behavior and Analysis of Rapid Equilibrium and Steady-State Enzyme Systems (Book 44 изд.). Wiley Classics Library. ISBN 0471303097.

## Spoljašnje veze
- Alpha-tubulin+N-acetyltransferase на 